# László Sólymos
László Sólymos (ur. 16 listopada 1968 w Bratysławie) – słowacki polityk węgierskiego pochodzenia, poseł do Rady Narodowej, w latach 2016–2020 minister środowiska, od 2018 do 2020 również wicepremier, przewodniczący partii Most-Híd.

## Życiorys
Ukończył studia na wydziale budownictwa Słowackiej Wyższej Szkoły Technicznej w Bratysławie. Został prywatnym przedsiębiorcą. Był członkiem Partii Węgierskiej Koalicji oraz przewodniczącym jej organizacji powiatowej w Bratysławie i członkiem Rady Republiki. Te same funkcje objął w ugrupowaniu Most-Híd, z ramienia którego uzyskał mandat poselski w wyborach w 2010. W wyborach w 2012 i 2016 uzyskiwał reelekcję.
23 marca 2016 w trzecim rządzie Roberta Ficy objął urząd ministra środowiska. Pozostał na tym stanowisku również w utworzonym 22 marca 2018 gabinecie Petera Pellegriniego; dodatkowo powierzono mu wówczas funkcję wicepremiera. W styczniu 2020 odszedł z rządu. Do dymisji podał się po wywołanej przez siebie awanturze w restauracji, w trakcie której doszło do interwencji funkcjonariuszy policji.
W maju tego samego roku został nowym przewodniczącym partii Most-Híd. Ugrupowanie to w październiku 2021 zjednoczyło się m.in. z Partią Społeczności Węgierskiej, współtworząc formację pod nazwą Sojusz. László Sólymos został wybrany na przewodniczącego rady nowej partii. W 2023 stanął natomiast na czele formacji Most-Híd 2023 (powstałej z przekształcenia partii MKDA-MKDSZ).